# 93 Minerva
A 93 Minerva a Naprendszer kisbolygóövében található aszteroida. James Craig Watson fedezte fel 1867. augusztus 24-én.